# Пол Стіл
Пол Стіл (англ. Paul Steele, 5 грудня 1957) — канадський академічний веслувальник.
Олімпійський чемпіон 1984 року в складі вісімки, учасник 1988 року.